# اتفاقية صيد الأسماك وحفظ الموارد الحية لأعالي البحار
«اتفاقية صيد الأسماك وحفظ المورد الحية لأعالي البحار» هي اتفاقية وضعت لحل المشكلات المتعلقة بحفظ الموارد الحية في أعالي البحار من خلال التعاون الدولي، مع الأخذ بالاعتبار أنه بسبب تطوّر التكنولوجيا الحديثة، أصبحت بعض هذه الموارد في خطر التعرض لفرط الاستغلال.
افتتحت للتوقيع – 29 نيسان (أبريل) 1958
دخلت حيز التنفيذ – 20 آذار (مارس) 1966
الأطراف – (39) أستراليا، بلجيكا، البوسنة والهرسك، بوركينا فاسو، كمبوديا، كولومبيا، جمهورية الكونغو، الدنمارك، جمهورية الدومينيكان، فيجي، فنلندا، فرنسا، هايتي، إندونيسيا، جامايكا، كينيا، ليسوتو، مدغشقر، مالاوي، ماليزيا، موريشيوس، المكسيك، هولندا، نيجيريا، البرتغال، السنغال، صربيا، سيراليون، جزر سليمان، جنوب أفريقيا، إسبانيا، سويسرا، تايلاند، تونغا، ترينيداد وتوباغو، أوغندا، المملكة المتحدة، الولايات المتحدة، فنزويلا
الدول الموقّعة على الاتفاقية لكن لم تصادق عليها بعد – (20) أفغانستان، الأرجنتين، بوليفيا، كندا، كوستاريكا، كوبا، غانا، آيسلندا، إيران، جمهورية أيرلندا، إسرائيل، لبنان، ليبيريا، نيبال، نيوزيلندا، باكستان، بنما، سريلانكا، تونس، الأوروغواي
المصادر:
- كتاب حقائق العالم، اعتبارًا من 2003 طبعة
- القانون الإندونيسي #19/1961